# Ledropsis discolor
Ledropsis discolor är en insektsart som beskrevs av Philip Reese Uhler 1896. Ledropsis discolor ingår i släktet Ledropsis och familjen dvärgstritar. Inga underarter finns listade i Catalogue of Life.